# Ковальский, Иосиф
Иосиф (Юзеф) Ковальский (пол. Józef Kowalski SDB, 13 марта 1911, Любень, Малопольское воеводство — 4 июля 1942, концлагерь Освенцим, Верхняя Силезия) — мученик католической Церкви, причислен к лику блаженных 13 июня 1999 года папой Иоанном Павлом II.

## Краткая биография
19 марта 1911 года, в день Святого Иосифа, новорожденный Иосиф Ковальский был крещён в приходском храме в Любене. Он был седьмым из девяти рождённых детей в семье, пять из которых умерло во младенчестве. До 2-х лет тяжело болел.
В детстве любимым развлечением были игры в «священника во время службы», «паломничества» и «процессии» вместе с соседскими детьми.
В возрасте 7 лет решает стать священником. Вскоре был отмечен как наиболее добросовестный министрант в приходском храме в Любене и как образцовый ученик в школе.
16 июня 1921 — Первое Причастие
С 1922 по 1927 год — обучение в Салезианской школе, переведён в которую был по настоянию родителей, видевших, что школа, в которою ходил их сын с 1917 года, не обеспечивает Иосифа соответствующим его способностям образованием. В этот период он начал увлекаться музыкой, играл на скрипке, был солистом в составе симфонического оркестра. Был отличником в учёбе.
14 мая 1927 года — обращается с просьбой о зачислении его в Салезианское послушничество в городе Червиньск.
24 июля 1928 года Иосиф приносит первые обеты и поступает в Духовную Семинарию Салезианцев в Кракове. Оканчивает курс философии в 1931 году и три года (1931—1934) проходит практику в Червиньске и Органной Школе в Пшемысле, после чего продолжает учёбу, окончив семинарию в 8 июня 1938 года.
29 мая 1938 года, в Кракове, в храме Францисканцев получил посвящение в духовный сан (рукоположён епископом Станиславом Роспондом).
30 мая 1938 года был назначен секретарём салезианского инспектора отца Адама Чашляра.
5 июля 1938 года служит первую святую Мессу в Любени. С этого времени активно занимается пасторской деятельностью, особенно среди молодежи, славится как хороший исповедник.
В 1939 году Польша подверглась оккупации, однако салезианцы продолжали свою воспитательную работу.
В 1941 году отец Иосиф Ковальский организует и руководит приходским хором мальчиков.
23 мая 1941 года репетицию хора прервало вторжение гестаповцев, которые арестовывают о. Ковальского и ещё 11 салезианских священников за «обучение и просвещение молодежи в национальном духе». Арестованных священников помещают в тюрьму Монтелюпих. Там все 12 человек подвергаются жестоким пыткам с целью получения признательных показаний.
27 июля 1941 года священников вывозят в концентрационный лагерь Аушвиц. В этот же день погибают о. Ян Сверч, о. Игнатий Добиаш, о. Францишек Наразим и о. Казимеж Войцеховский, которых избивает до смерти надзиратель Франц. Пятой жертвой того же дня стал директор салезианской семинарии о. Игнатий Антонович, закончивший жизнь в карательном отряде концлагеря.
К 23 июля 1941 года из группы арестованных краковских салезианцев останутся в живых о. Валентий Валёшек, о. Владислав Конечный, о. Людвик Мрочек (умер в концлагере 5 января 1942 года) и о. Иосиф Ковальский.
В концентрационном лагере, несмотря на строгий приказ лагерных властей, священники справляют таинства: принимают исповеди в тайне от охраны и совершают Святые Мессы, используя с трудом пронесённые в лагерь облатки и вино.
1 июля 1942 года после неудавшегося побега 50 заключённых карательного отряда вместе с 320 приговорёнными оказывается в числе отправляемых в газовую камеру, «белый домик» — временную газовую камеру на периферии Бжезинки. В последний момент охранники уводят его из группы по неизвестной причине.
3 июля 1942 года о. Иосиф Ковальский попадает в карательную роту. Ему приказывают нашить на тюремную одежду возле чёрной метки два красных кружка — на груди и плечах. С этого момента, как личность особо опасная, находится под пристальным наблюдением охранников, которые проявляют всю свою жестокость по отношению ко священнику: пытают, избивают, посылают на самые тяжелые работы, издеваются.
Ранним утром 4 июля 1942 года надзиратель Ганс Люген, назначает четверых заключённых для уборки сборника с фекалиями, стоящего около барака. Через какое-то время надзиратель Митас зацепит знакомого Иосифа — Стефана Боратынского:
«Г…, с твоим приятелем всё кончено!» — и укажет на утопленное в фекалиях тело, лежащее недалеко от барака. «Прикончили мы его вместе с Паличем», — добавит он после того, как Боратынский подтвердит, что это останки и лагерный номер о. Ковальского: 17350.

## Перед смертью
2 июля 1942 года, невзирая на последствия, о. Иосиф Ковальский воспротивился приказу раппотфюрера Герхарда Палича: не затоптал свои чётки.
Драма разыгралась в лагерной бане, куда загнали шестьдесят священников и монахов, отобранных к транспортировке из Аушвица в концлагерь Дахау.
«Стоим под надзором в лагерной бане», — вспоминает свидетель о. Конрад Шведа. — «Подходит эсэсовец Палич. Раздается команда: „Смирно!“. Эсэсовец проходит вдоль заключённых. Замечает, что о. Иосиф Ковальский что-то держит в сжатой ладони.
— Что у тебя в руке? — спрашивает Палич.
Отец Ковальский молчит. Эсэсовец сильно бьёт по его руке, — на землю падают чётки.

— Растопчи это! — кричит взбешённый офицер.
Отец Ковальский этого не делает. Эсэсовец Палич, сражённый непоколебимым духом отца Ковальского, исключает его из нашего состава. На нас это сильно подействовало. Мы знали, что за чётки он будет оставлен в карательной роте, и его ждёт суровое наказание».
Вечером этого дня, украдкой прощаясь с отбывающими священниками, на ободряющие слова о. Зигмунта Рушачака, отец Ковальский воздел ладони к небу и прошептал: «Зигмусь, я знаю, что пойду отсюда… туда!»
3 июля 1942 года с самого утра надзиратели «забавлялись» тем, что сбрасывали священника Иосифа с насыпного вала в илистый ров. В этот день отец Ковальский попадает в карательный отряд.
Во время обеденного перерыва о. Иосиф Ковальский публично произнёс молитву в память об узниках, которые были замучены во время работы, выкапывая мелиорационный ров: их, измученных, надзиратели втолкнули в огромную бочку и приказали им изображать псов. Когда надзирателям наскучила «забава», пришла очередь и о. Ковальского.
«Где этот ксёндз католический? Давайте его сюда сейчас же! Его дружки собираются на небо, — он должен показать им дорогу, чтобы не заблудились», — потребовал один из надзирателей. Его поддержал надзиратель Сепп, который пинком перевернул вверх дном столитровую бочку и приказал загнать на неё о. Ковальского.
«Душеньки у тебя убегают, быстрее прыгай на бочку, чтобы дать овечкам последние благословения по дороге на небо. Без твоего напутствия и без твоего пропуска их не примут!» — издевался, согласно показаниям очевидцев, над священником Сепп.
о. Ковальский взобрался на бочку. Затем, преклоняя колени, осенил себя крёстным знамением, прочитал «Отче наш», «Радуйся, Мария» и другие молитвы. В этот момент надзиратели застыли в молчании.
«Такой молитвы мир ещё не слышал. Так не молились даже в катакомбах», — говорили очевидцы.
Вечером 3 июля, после вечерней поверки, о. Ковальский преклонил на нарах колени и долго молился. Позднее он попросил своего соседа Зигмунта Колантовского: «Становись на колени и молись за тех, кто нас мучает». Общую молитву прервал надзиратель Иосиф Митас. Он вызвал о. Ковальского на выход. Священник теперь знал, что его ждёт (надзиратели вызывали свои жертвы после вечерней поверки).
«Зигмусь, возьми этот хлеб, мне он уже не пригодится», — прошептал священник, спускаясь на землю с двухэтажных нар. Затем громко обратился ко всем заключённым: «Молитесь за меня и моих преследователей».